# Rhombicosidodécaèdre tridiminué
Pour les articles homonymes, voir J83.
En géométrie, le rhombicosidodécaèdre tridiminué est un des solides de Johnson (J83).
Il peut être construit à partir d'un rhombicosidodécaèdre dont on a enlevé trois coupoles décagonales.
Les solides de Johnson reliés sont le rhombicosidodécaèdre diminué (J76) où une coupole est détachée, le rhombicosidodécaèdre parabidiminué (J80) où deux coupoles opposées sont détachées, et le rhombicosidodécaèdre métabidiminué (J81) ou deux coupoles non-opposées sont détachées.
Les 92 solides de Johnson ont été nommés et décrits par Norman Johnson en 1966.